# V575 Возничего
V575 Возничего (лат. V575 Aurigae) — одиночная переменная звезда в созвездии Возничего на расстоянии (вычисленном из значения параллакса) приблизительно 12578 световых лет (около 3857 парсеков) от Солнца. Видимая звёздная величина звезды — от +13,4m до +12,33m.

## Характеристики
V575 Возничего — жёлтая пульсирующая переменная звезда типа RR Лиры (RRAB) спектрального класса G. Эффективная температура — около 5475 K.